# Vallo alpino in Alto Adige
Il vallo alpino in Alto Adige (in tedesco Alpenwall in Südtirol) è un complesso sistema di fortificazioni eretto dall'Italia fascista per difendere i confini italiani da una possibile invasione da parte della Germania nazista; per questo motivo il sistema difensivo è noto anche con il soprannome di "Linea non mi fido".
Il sistema di fortificazioni fu edificato a tempo di record, anche se mai del tutto completato, tra gli anni 1939 e 1943, assieme al resto del vallo alpino, pur essendo state le due dittature, quella fascista e quella nazista, strettissime alleate. Il sistema fortificato fu anche posto sotto indagini fotografiche da parte del regime nazista. In seguito alcune opere del vallo furono riattivate nel 1948 in ambito NATO fino al 1992, quando vennero chiusi e sigillati definitivamente tutti i bunker.

## Storia del vallo alpino in Alto Adige

### La situazione precedente

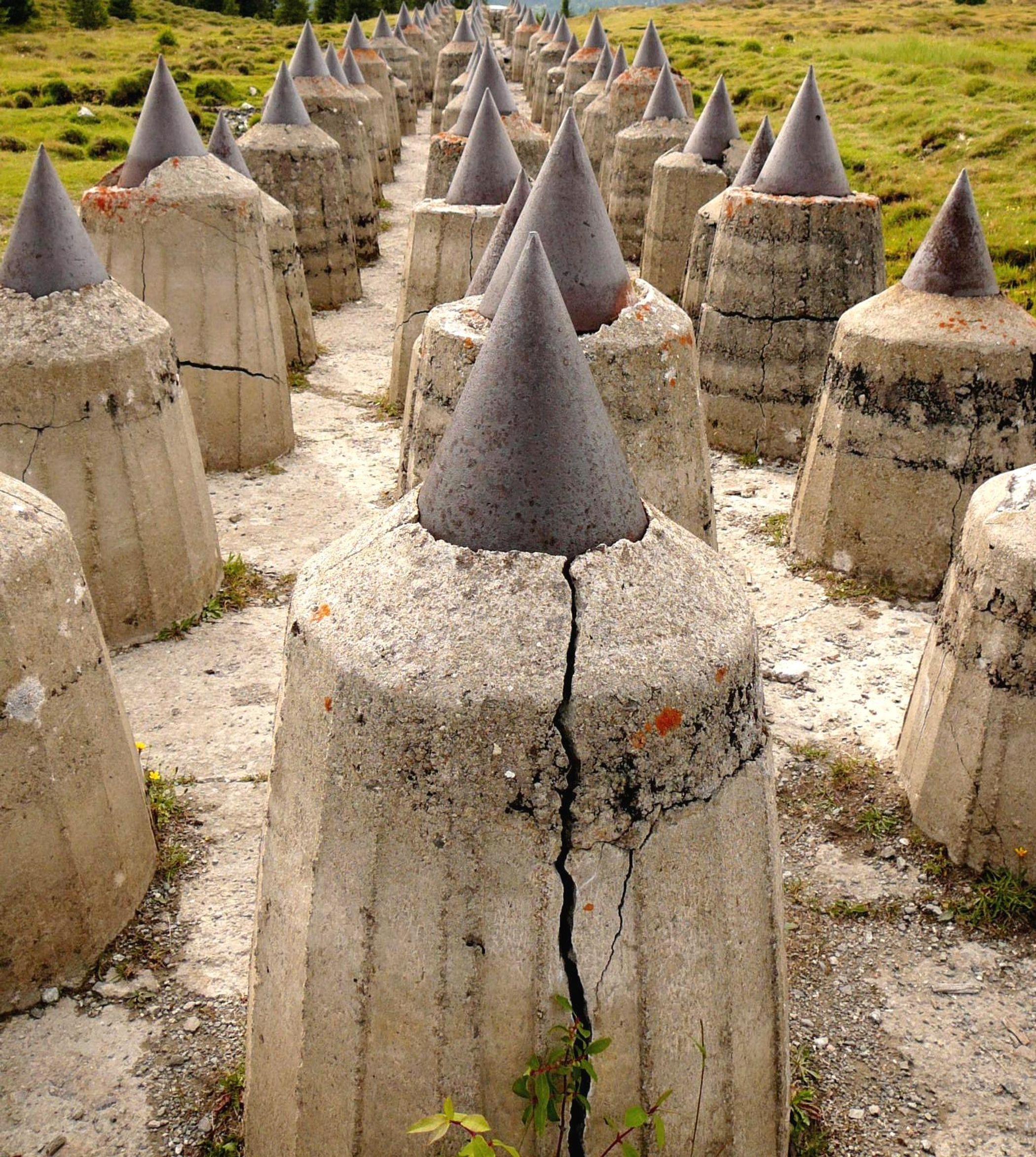
I denti di drago presso lo sbarramento Pian dei Morti

In Alto Adige, a differenza degli altri tratti costruiti in Italia, il vallo alpino ha avuto un particolare significato, in quanto la linea di confine che andava a presidiare e difendere era quella con l'Austria allora annessa dalla Germania di Hitler, con il quale l'Italia di Mussolini aveva stipulato una stretta alleanza: il Patto d'Acciaio, firmato il 22 maggio del 1939.
Il presidio della linea di confine fu eretto in quanto Mussolini diffidava dell'imprevedibilità e delle potenzialità dell'alleato. In alcune occasioni, infatti, il führer fece in modo che il duce non fosse preventivamente informato sulle decisioni prese dal governo tedesco.
Mussolini fondava la sua diffidenza su diversi fatti:
- Nel 1934 fu assassinato il cancelliere austriaco Engelbert Dollfuss (amico di Mussolini), e conseguentemente l'Austria fu teatro di scontri fra nazisti filo-tedeschi e nazionalisti austriaci (Heimwehr); poi successivamente il 13 marzo 1938 venne invasa ed occupata dai tedeschi, ed annessa alla Germania, senza che Mussolini ne fosse stato precedentemente informato; in tal modo la Germania e l'Italia divennero confinanti.
- Il 1º settembre 1939 la Germania invase la Polonia, fattore che scatenò la seconda guerra mondiale. Poco dopo l'Armata Rossa occupò la Polonia da oriente (17 settembre 1939), cosa che Hitler aveva già concordato in segreto il 23 agosto 1939 con il suo nemico giurato Stalin, ma non informandone l'alleato italiano e cogliendolo del tutto di sorpresa. Ciò causò non poco imbarazzo a Mussolini, il quale era preoccupato da tempo delle mire tedesche sull'Alto Adige.

Sul fronte francese, sino al maggio del 1940, la Wehrmacht rimase inerte di fronte alla linea Maginot, uno sbarramento ritenuto fino a quel tempo invalicabile. Tale complesso di fortificazioni era un potente ed efficace mezzo per contrastare una possibile invasione tedesca e si estendeva sull'intero confine tra Francia e Germania, dalla Svizzera al Lussemburgo.
Fu così che il 21 novembre 1939, mentre la guerra era già iniziata ma senza il coinvolgimento dell'Italia, che si era definita "non belligerante", Mussolini diede l'ordine di fortificare massicciamente il confine settentrionale dell'Italia, con la costruzione del vallo alpino del Littorio in Alto Adige.
La blitzkrieg condotta dai tedeschi ai danni dei francesi dal 10 maggio 1940 con la campagna di Francia, aggirando attraverso le pianure di Belgio e Paesi Bassi (ma anche attraverso le montuose Ardenne) la linea Maginot, convinse Mussolini - illuso dell'imminenza di una vittoria totale tedesca grazie alla "guerra lampo" - a far entrare l'Italia in guerra il 10 giugno 1940 a fianco della Germania, contro la Gran Bretagna e la Francia (ormai già quasi totalmente vinta), mentre al confine tra l'Italia e il Deutsches Reich continuavano a essere scavate caverne rifugio ed erette possenti opere difensive.
La maggioranza degli abitanti di lingua tedesca dell'Alto Adige accolse negativamente l'idea che il governo di Roma costruisse una muraglia fortificata tra loro ed i vicini del Tirolo del Nord. Per la costruzione dei bunker e dei fossati anticarro furono espropriati infatti preziosi terreni da pascolo, sui quali furono erette costruzioni militari che poi divennero parte integrante del paesaggio naturale.

### La struttura principale
Al fine della realizzazione del vallo l'Alto Adige fu suddiviso in tre "settori":
- XIII settore di copertura Venosta
- XIV settore di copertura Isarco
- XV settore di copertura Pusteria

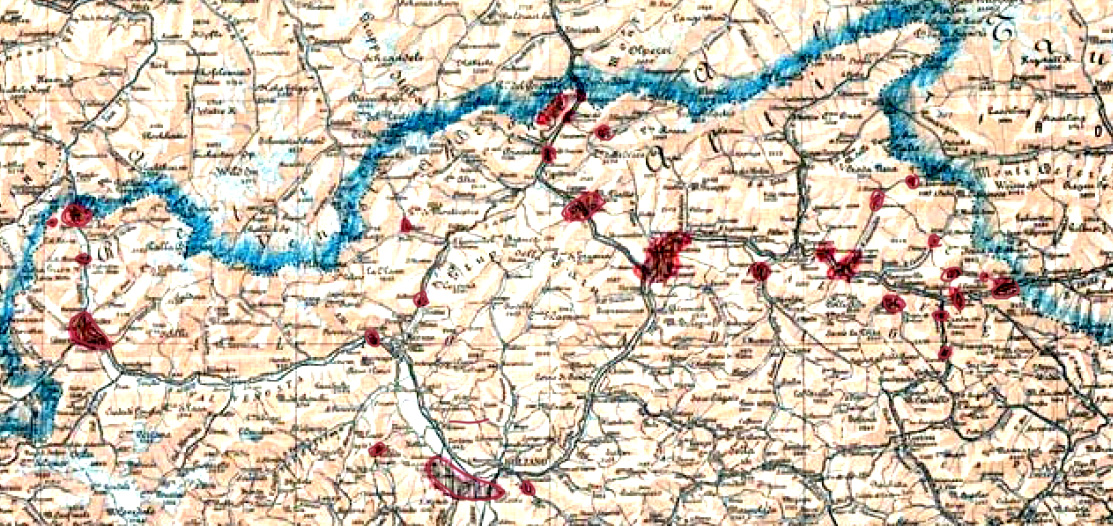
Il territorio dell'Alto Adige, con le zone rosse ad indicare gli sbarramenti

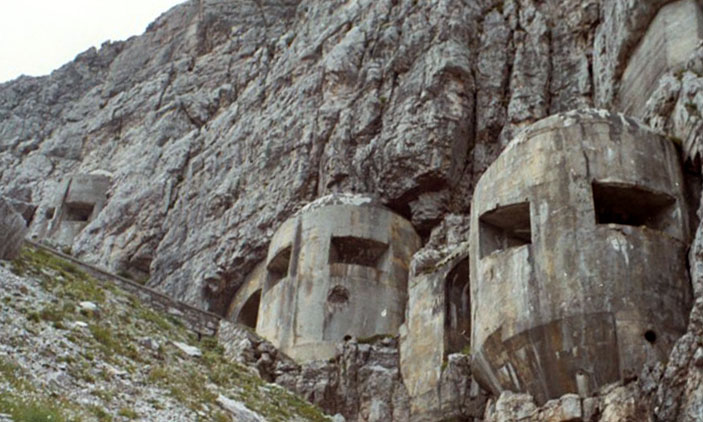
L'opera presso la Croda Sora i Colsei, presso lo sbarramento Passo Monte Croce Comelico

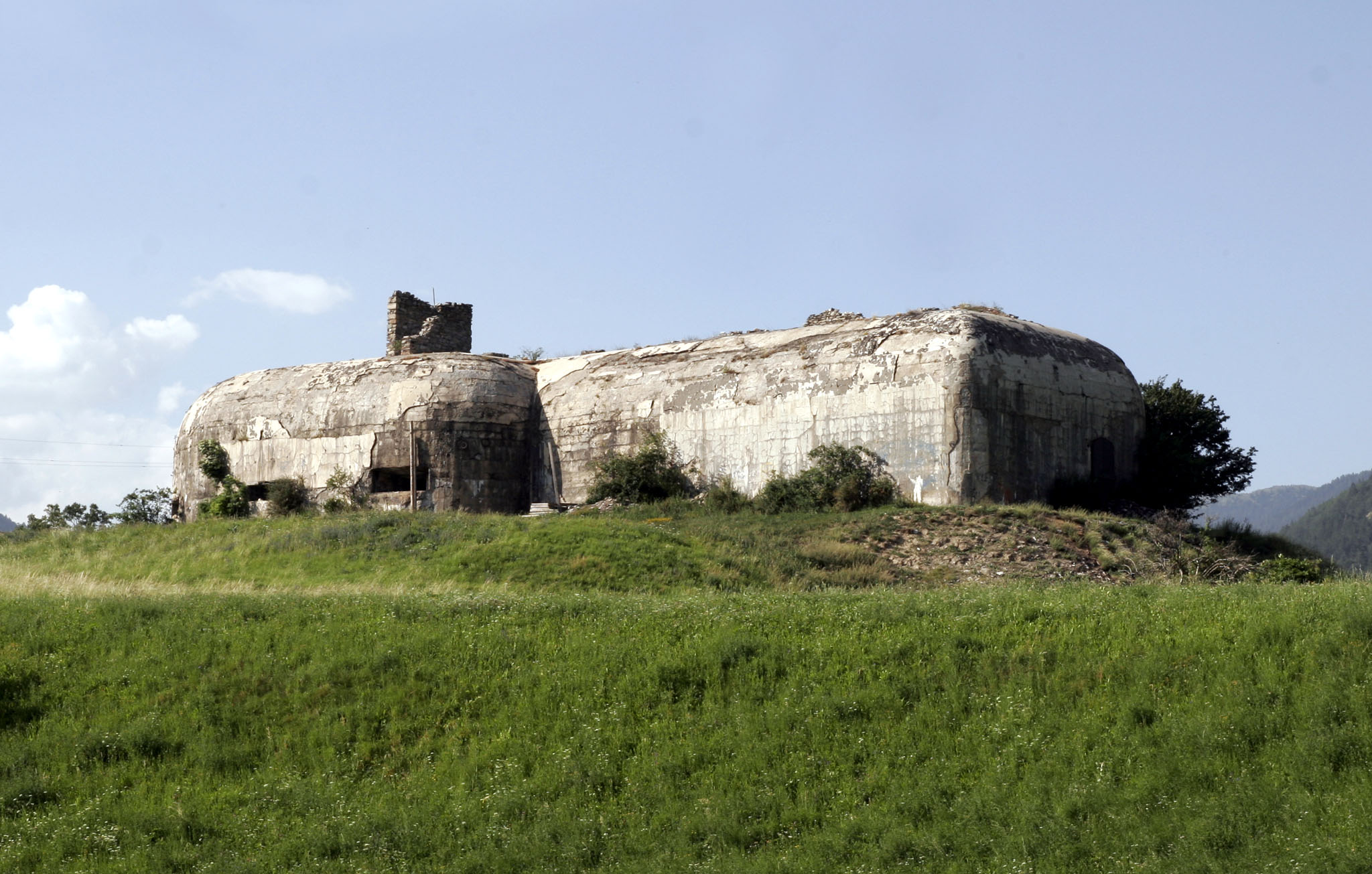
L'opera 13 dello sbarramento Malles-Glorenza

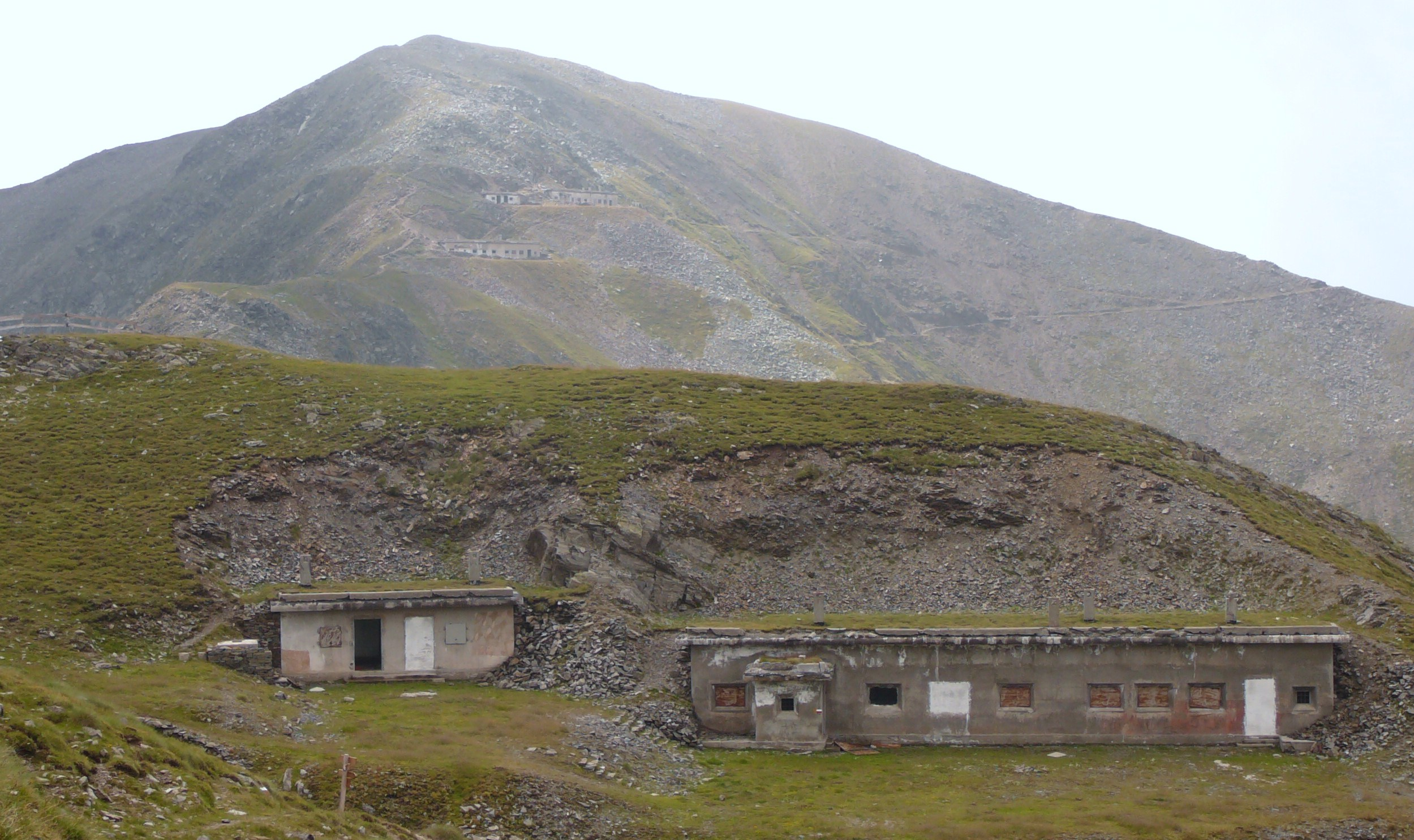
Una delle casermette di confine presso il Corno Fana, sopra a Dobbiaco

Ogni settore era suddiviso in 3 "sistemi di arresto", a seconda della distanza dal confine. Ogni sistema ha le sue diverse "direttrici". Ogni direttrice, tre erano le principali, aveva il suo numero di "sbarramenti". Le direttrici rispecchiavano le vie principali per una probabile invasione, ovvero: il passo del Brennero con la val d'Isarco, la sella di Dobbiaco presso Dobbiaco-San Candido con la val Pusteria ed il passo Resia con la val Venosta e val d'Adige. Queste valli confluiscono geograficamente verso la città di Bolzano, ove era previsto un grande sbarramento finale, con la particolare forma a doppio arco convesso: sbarramento Bolzano Sud, che sul progetto contava ben 64 opere, passando da Castel Flavon, Castel Firmiano e Predonico. Inoltre, per aumentare l'efficacia dello sbarramento, venne costruito un fossato anticarro della lunghezza di 1800 m (non più esistente se non in alcuni affioramenti).
Ogni direttrice comprendeva alcuni sbarramenti, per rallentare l'avanzata: quella del Brennero ne contava 7, quella di Resia 6 e quella della Pusteria 7.
Oltre alle principali direttrici, erano previsti altri sbarramenti per le valli con accessi di minore importanza. Fu quindi deciso di fortificare anche gli accessi della val Passiria, val di Vizze, valle di Anterselva e valle di Casies.
Inoltre, per eliminare la possibilità di eventuali accerchiamenti, furono progettati degli sbarramenti anche presso il passo di Tubre (Svizzera), il passo delle Palade (in valle di Non), la val d'Ega, la val Badia, la val Gardena, la val di Landro ed il passo di Monte Croce di Comelico.
Ogni sbarramento era costituito da diverse opere fortificate, che potevano essere anche molto diverse tra di loro a seconda della loro posizione strategica, dell'ambiente circostante (per la mimetizzazione), della loro diversa funzione all'interno dello sbarramento: potevano essere edificate in caverna, in calcestruzzo o miste, a 1, 2 o 3 piani, e con un certo numero di bocche da fuoco. Le camere di sparo erano solitamente le uniche parti esposte al fuoco nemico, solitamente costruite con un unico blocco di calcestruzzo, rinforzato con una piastra corazzata laddove vi era la feritoia per far fuoco.
Oltre alle opere poste sul fondovalle o a quelle di rinforzo poste sui fianchi delle montagne, furono progettate 56 "casermette difensive" della Guardia alla frontiera. Queste erano poste sulle cime più alte delle montagne poste presso i maggiori valichi. Ognuna di queste casermette poteva alloggiare dai 25 ai 50 soldati. Questi avevano il compito di pattugliare costantemente le zone di valico.

### La costruzione del Vallo Alpino

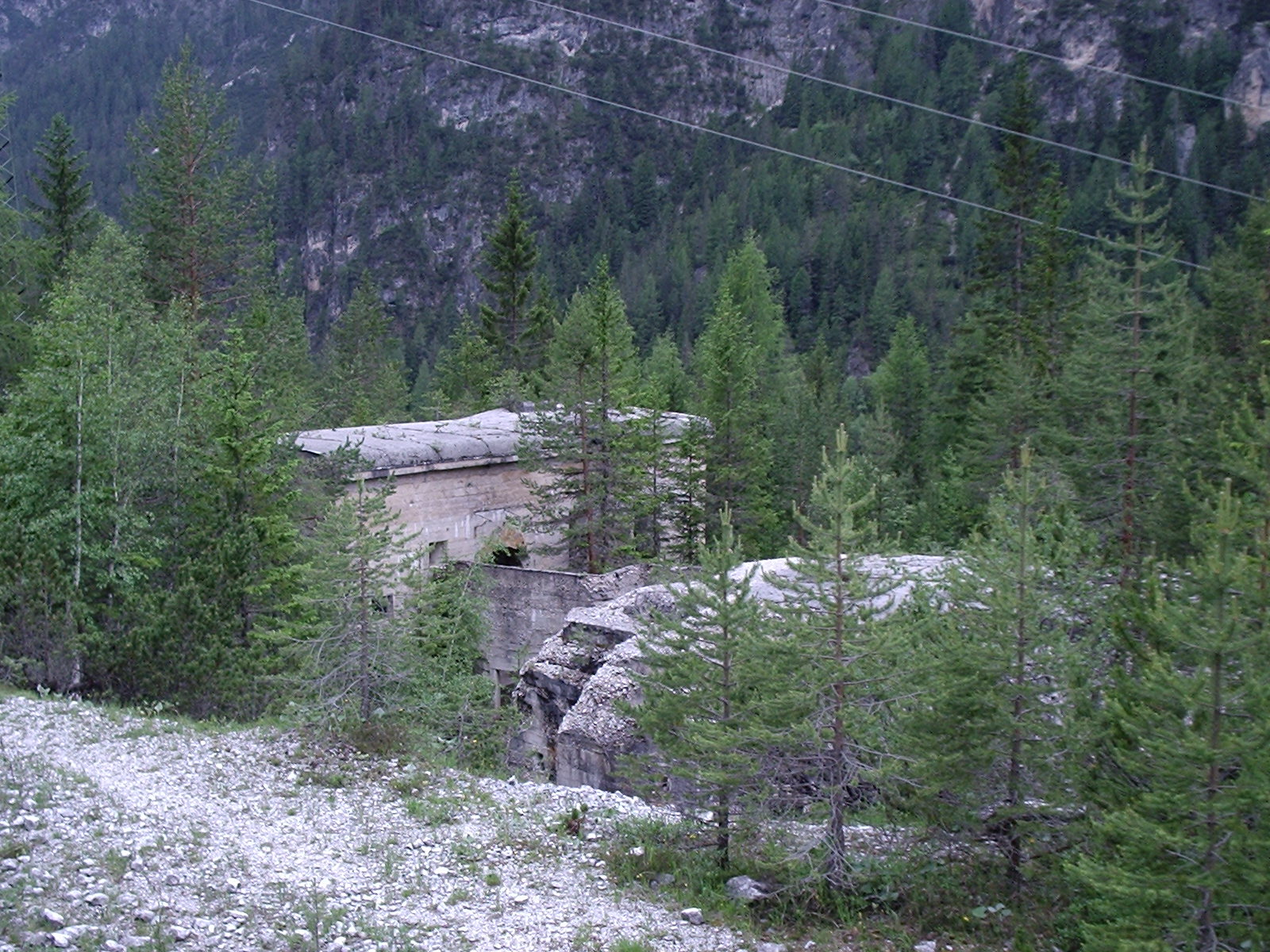
L'opera 5 dello sbarramento della Val di Landro

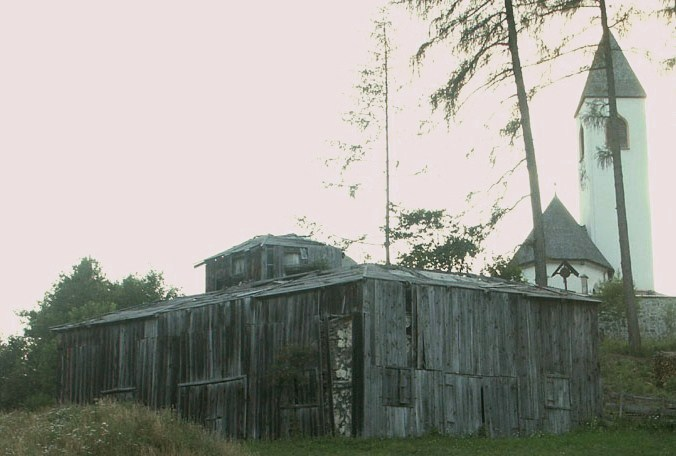
La particolare opera 23 dello sbarramento Versciaco, nota con il soprannome "Fienile"

Già negli anni venti la rete stradale in Alto Adige veniva costruita tenendo in considerazione anche concetti strategici di difesa. Dal 1934 vennero erette fortificazioni tipo 200 nei principali fondovalle, a difesa delle principali vie d'accesso: al passo Resia, al passo del Brennero e lungo la val Pusteria. In totale 9 opere.
Fino al 1937 il numero di opere costruite del tipo 450 (simili al tipo 7000) salì a 20, e nel 1938 si contavano in tutto 47 bunker. L'ordine di fortificare massicciamente il confine con la Germania venne dal duce il 21 novembre 1939; questa fu la data di nascita del vallo Littorio in Alto Adige.
Lo sviluppo del vallo alpino e il suo sviluppo in Alto Adige procedettero in maniera differente. Il generale Gamaleri del 4º Corpo d'armata alpino di Bolzano riferì che il 23 gennaio 1940 già 66 opere erano completate e altre 250 erano previste. Evidentemente lo sforzo di fortificare il confine nord iniziò già prima del 21 novembre 1939. La realizzazione delle opere avvenne solo conformemente al successivo ordine della circolare 15000. Questo significa però anche che i progetti esistenti dovevano essere rielaborati.
Per la costruzione vennero stabilite le posizioni delle fortificazioni da una commissione militare. I terreni vennero acquisiti o espropriati, cosa che trovò opposizione tra i contadini, in larga parte di madrelingua tedesca. Per i numerosi lavoratori delle imprese italiane dovettero essere costruiti degli alloggi. Per il lavoro duro e a volte pericoloso, gli operai ricevevano un salario fino a 50 lire al giorno. Questo stipendio era interessante anche per i contadini nativi; non vennero però assunti sudtirolesi che avessero optato per la Germania.
La realizzazione delle opere si dimostrò piena di difficoltà: le strade di accesso che portavano ai cantieri erano ancora in parte da costruire. Bisognava a volte costruire teleferiche provvisorie per far giungere i materiali da costruzione necessari alle opere site nelle posizioni più impervie. Dato che il calcestruzzo si poteva gettare solo ad una temperatura superiore ai -5 °C, in alta montagna, soprattutto in inverno, i lavori erano fortemente limitati. In Alto Adige, al 10 giugno 1940, 161 bunker erano già terminati (con armamento previsto di 336 mitragliatrici e 39 pezzi), grazie al lavoro di 19.000 operai. Dal 16 giugno 1941 fu vietata la costruzione di nuove opere, solo i lavori per le fortificazioni già iniziate vennero portati avanti. Questo perché che le risorse economiche italiane erano impegnate per lo sforzo bellico principalmente nella Campagna dei Balcani e nella Campagna del Nord Africa. Dal diario di Galeazzo Ciano, risulta che il 20 luglio 1941 Mussolini, in uno dei «suoi sfoghi germanofobi», affermò:
Il 25 luglio 1941 il generale Mario Roatta riferì che la maggior parte delle opere in costruzione erano terminate dal punto di vista strutturale. L'allestimento delle opere con l'armamento previsto, tuttavia, procedeva a rilento. Nella terza linea di sbarramento, spesso solo un'opera per gruppo era completa in tutte le sue parti. Ancora oggi si trovano ancora molte opere delle linee arretrate che non furono mai ultimate negli allestimenti. In un rapporto del 1º ottobre 1942, il generale Vittorio Ambrosio denunciò che il prolungamento degli sbarramenti sui fianchi non era sufficiente. Ambrosio sostenne anche che con lo stato allora attuale della tecnologia bellica, il vallo alpino - così com'era - non era in grado di svolgere a dovere la sua funzione. Bisognava costruire altre 900 fortificazioni per poter avere uno sbarramento efficiente, ovvero "il Vallo Alpino invecchiava quindi più velocemente di quanto stava crescendo".

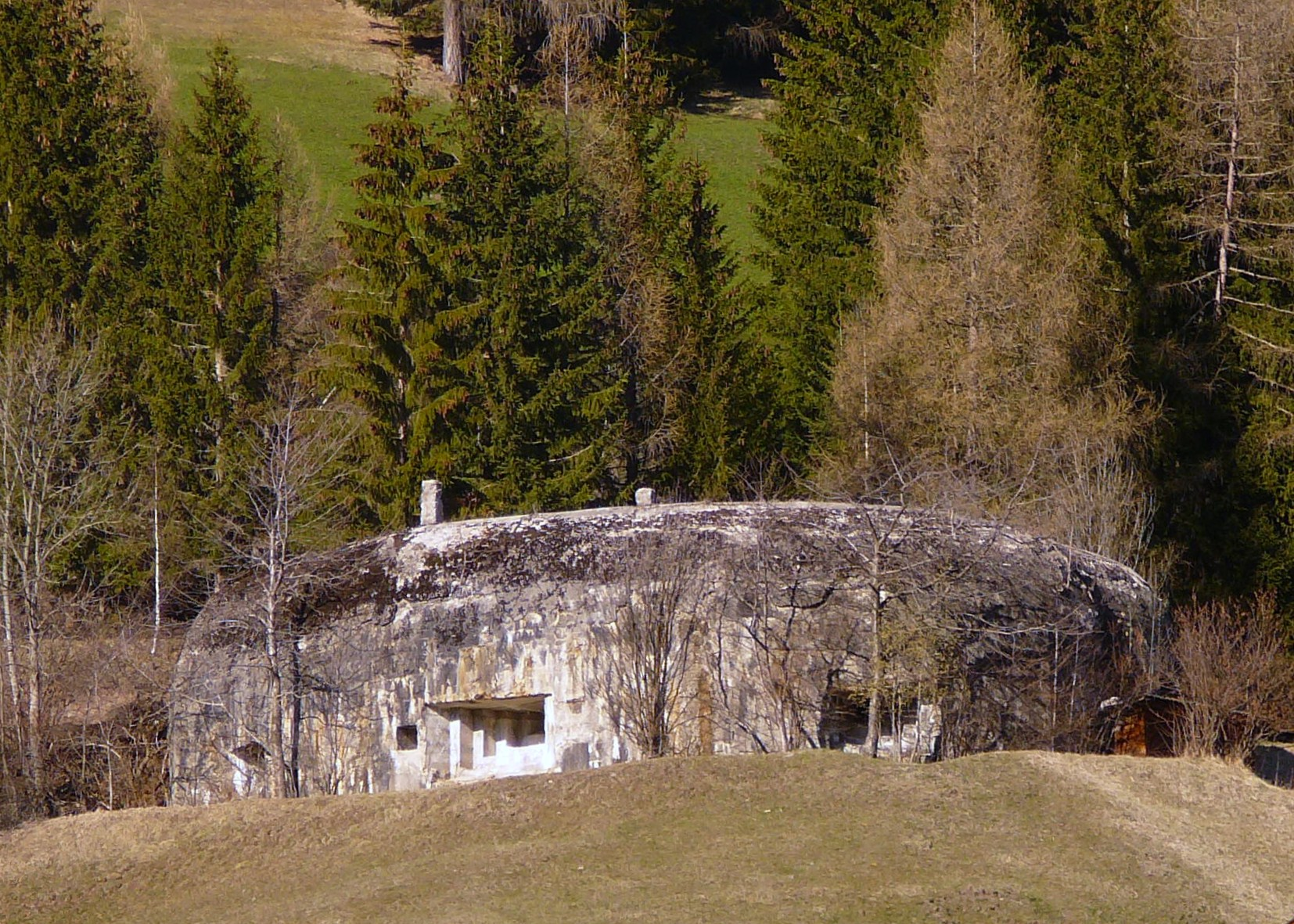
L'opera 4 dello sbarramento di Braies

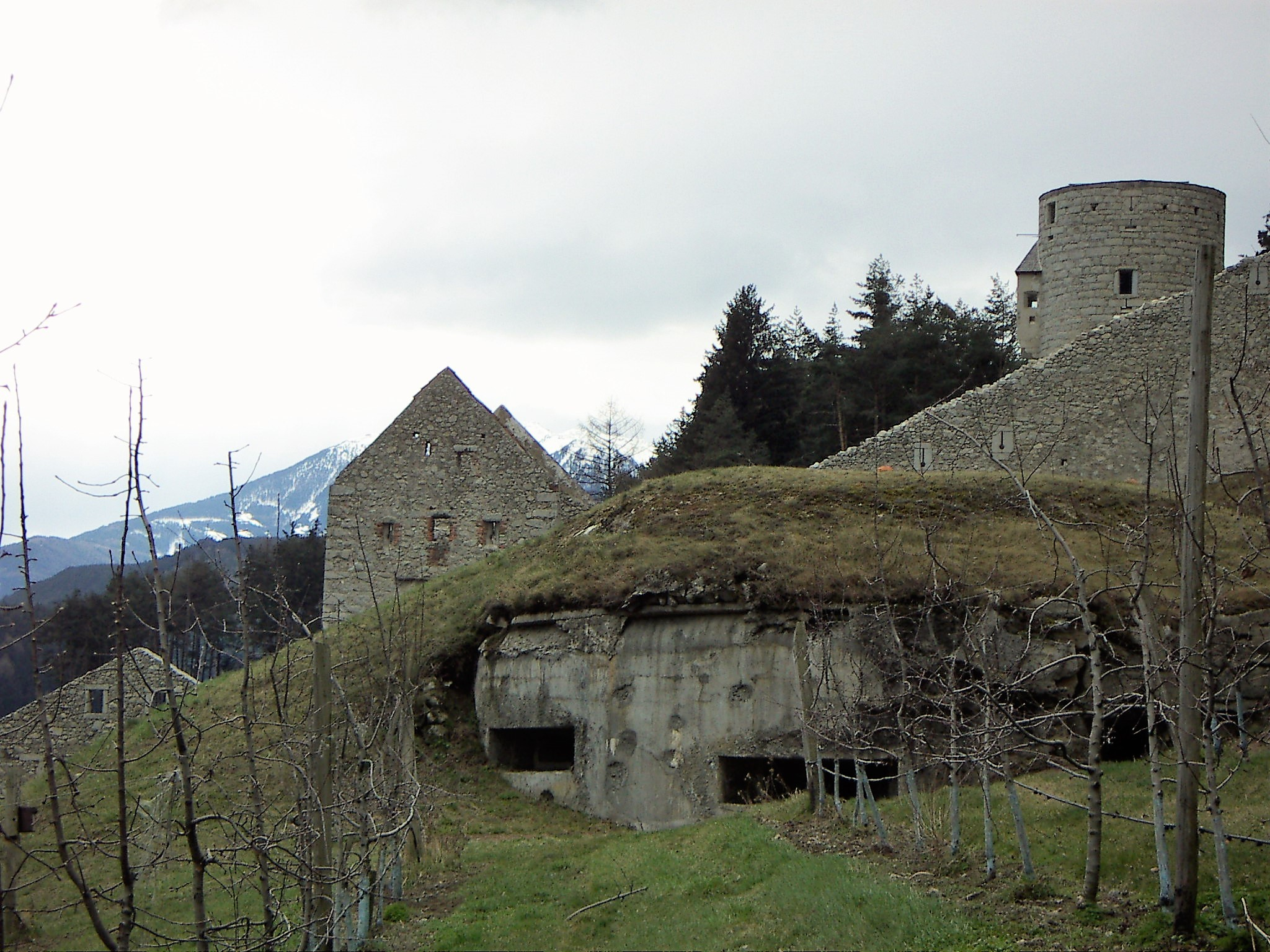
Opera 1 dello sbarramento Chiusa di Rio

Un problema che si dovette affrontare nella costruzione dei diversi sbarramenti fu l'ordine pubblico. Infatti, per la costruzione delle opere, bisognava trasportare materiale edile in loco, quindi per gli sbarramenti questo voleva dire al ridosso del confine, sotto gli occhi dell'"amico-nemico". Fu quindi ordinato di far scaricare il materiale alla prima stazione ferroviaria più a sud di quella che normalmente serviva la zona dove sarebbero stati impiegati (ad esempio per l'edificazione dello sbarramento del Brennero venivano scaricati alla stazione di Colle Isarco). La mancanza di materie prime, soprattutto il ferro, causò una modalità di reperimento molto poco ortodossa: venne emanata una ordinanza, con la quale si permetteva la confisca di tutte le cancellate e recinzioni metalliche delle case italiane.
All'alleato tedesco non rimase certo ignoto il procedere di queste costruzioni atipiche lungo il confine; indagini fotografiche e di spionaggio furono eseguite. Il Reich fece fotografare i lavori di costruzione delle opere al Völkischer Kampfring Südtirols (VKS) il quale le realizzò mediante tecniche allora avanzate, come pellicole a raggi infrarossi (Perutz Topo, Perutz Silber Eosin, Infrarot 800 hart) e potenti teleobiettivi. Dato ciò, le fotografie effettuate furono eseguite in modo veloce per non farsi scoprire; la maggior parte furono effettuate da in movimento da auto o treno da cui risultano sfocate, altre invece da distanze di oltre 20 chilometri. Nonostante ciò, quest'attività di spionaggio risultarono utili per far conoscere al nemico tedesco lo stato di avanzamento delle costruzioni delle opere difensive, le loro dimensioni e quindi l'armamento previsto. Tali fotografie sono ora custodite presso l'archivio militare di Friburgo.
Con il crescente peggioramento della situazione militare delle potenze dell'Asse nel teatro del Mediterraneo, crebbe il malumore tedesco dovuto alla costruzione del vallo alpino. Il 4 ottobre 1942 Mussolini cedette alle insistenze di Hitler e fece diramare dal capo di stato maggiore generale, generale Cavallaro, l'ordine del definitivo d'arresto dei lavori presso il vallo alpino, al confine con la Germania, con decorrenza dal 15 ottobre. Tuttavia, mentre venivano effettuati solo piccoli lavori allo scoperto, come il completamento della mimetizzazione, i piani per il prolungamento degli sbarramenti sui fianchi vennero comunque proseguiti.
(Mario Roatta, capo di stato maggiore del Regio Esercito, 25 luglio 1941)
In totale, in Alto Adige, su 800 bunker previsti ne vennero edificati 351, che in generale non furono completati nell'allestimento. Altre 80 opere non vennero terminate nei lavori di edificazione. Per la maggior parte erano le opere in caverna, per le quali vennero ultimati soltanto i lavori di scavo. Delle 27 opere di artiglieria, 19 rimasero soltanto delle gallerie non terminate. La maggior parte delle opere di artiglieria non vennero equipaggiate, poiché gli affusti e le feritoie per i cannoni non potevano essere più consegnati. Documenti datati al 1942, possono dimostrare che alle imprese furono liquidati Lire 544.000.000. In circa due anni di costruzione furono utilizzati 1,5 milioni di m³ di calcestruzzo (per utilizzare tale quantità dapprima si doveva scavare uno stesso volume di terra/roccia) e furono impiegati circa 19.000 di lavoratori. Va comunque considerata un'impresa il fatto che il grosso delle opere venne edificato in poco tempo, cioè tra gennaio 1940 e giugno 1941, e il fattore logistico, dei materiale e della forza lavoro utilizzata. Bisogna tener conto anche del fatto che le attrezzature e le tecniche per la costruzione delle opere dell'epoca erano molto meno efficienti delle attuali, oltre alla guerra già in corso.
La catena di fortificazioni non ha dovuto tuttavia garantire la resistenza a nessun serio attacco, in quanto non ha mai ricevuto un vero e proprio battesimo di fuoco in Alto Adige. Infatti i tedeschi, quando invasero l'Italia passando attraverso l'Alto Adige, non trovarono alcuna vera resistenza da parte del Vallo, in quanto erano considerati alleati e non vi furono ordini tesi a contrastarli; unica eccezione fu un bunker dello sbarramento Pian dei Morti, che fu chiamato alla difesa, quando fu attaccato con qualche colpo (i crateri sono oggi ancora visibile).

### Il periodo dell'occupazione tedesca

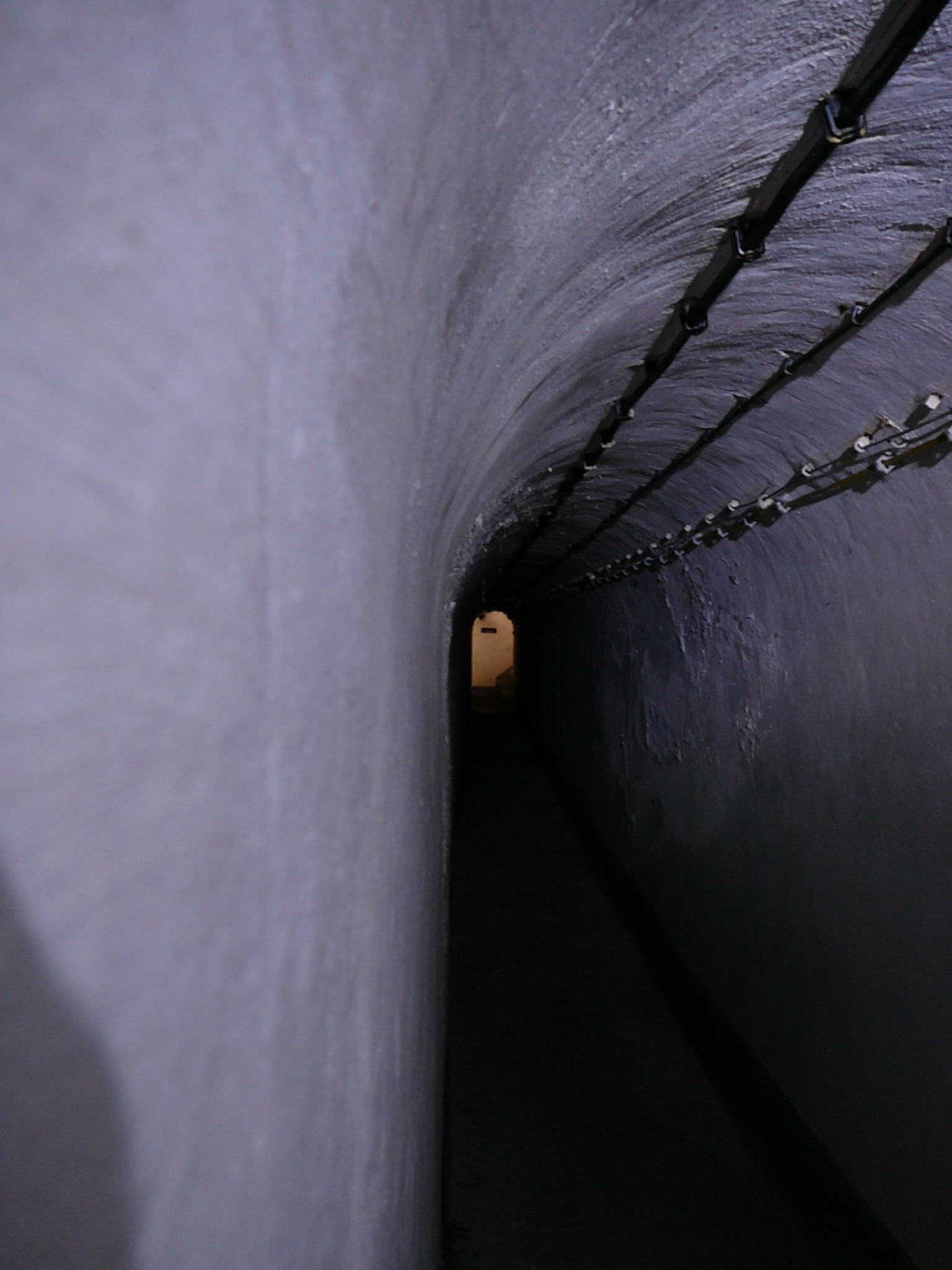
Il corridoio dell'opera 1, sbarramento Prato Drava, sopra cui passa la strada statale 49 della Pusteria

Già il 26 luglio 1943 al nord del Brennero si presentarono le truppe tedesche al confine lasciando di stucco i soldati italiani. Il 27 luglio venne costituito, sotto il generale tedesco Valentin Feurstein, un gruppo di combattimento per un'ipotetica invasione dell'Italia dall'Alto Adige; questa fu rimandata e il gruppo fu utilizzato per mettere in sicurezza il valico alpino italo-tedesco. 
Era l'operazione Alarico, così denominata dal nome del re visigoto che invase e saccheggiò Roma nel 410 d.C.
In realtà la prima violazione del confine italiano (al Brennero), avvenne in circostanze assurde. Una colonna di soldati tedeschi si era fermata al confine chiedendo di passare. Vista la perplessità dei soldati a guardia del confine, in quanto sprovvisti di ordini in merito, l'ufficiale tedesco decise di sollevare la sbarra e attraversare il confine, senza incontrare problemi.
Dal 28 luglio 1943, la 44ª divisione di fanteria Hoch- und Deutschmeister cambiò posizione, dal Belgio a Innsbruck (in Austria). Da qui iniziò la corsa contro il tempo tra Germania e Italia per l'occupazione del valico alpino e la fortificazione del vallo alpino. Rommel già il 30 luglio aveva ordinato alle avanguardie tedesche di occupare i valichi, con il pretesto di salvaguardare le linee di rifornimento tedesche. Subito dopo i panzer della 44ª divisione, valicarono anche i soldati della 136ª brigata da montagna "Doehla". Il futuro Gauleiter dell'Alto Adige, Franz Hofer, fece pressione nei confronti di Rommel perché l'ingresso tedesco fosse effettuato il prima possibile dato che secondo lui gli italiani avevano minato l'intera tratta della ferrovia del Brennero.
Inoltre il generale Feurstein comunicò al comandante generale Gloria a Bolzano, di piazzare un'unità tedesca aggiuntiva alle Poste italiane presso la ferrovia del Brennero, per proteggere il tratto di ferrovia. In aggiunta, il 1º agosto 1943 la 44ª divisione di fanteria marciava attraverso il Brennero per raggiungere l'Alto Adige. Feurstein provò a ingannare Gloria con la comunicazione che questo provvedimento era concordato tra il Comando superiore della Wehrmacht e il Comando supremo italiano. Gli italiani intuirono questa finta e la invertirono a loro volta, impedendo in caso di necessità con la forza l'impiego di truppe tedesche.
(Alfred Jodl, capo di stato maggiore generale Wehrmacht, 26 luglio 1943)

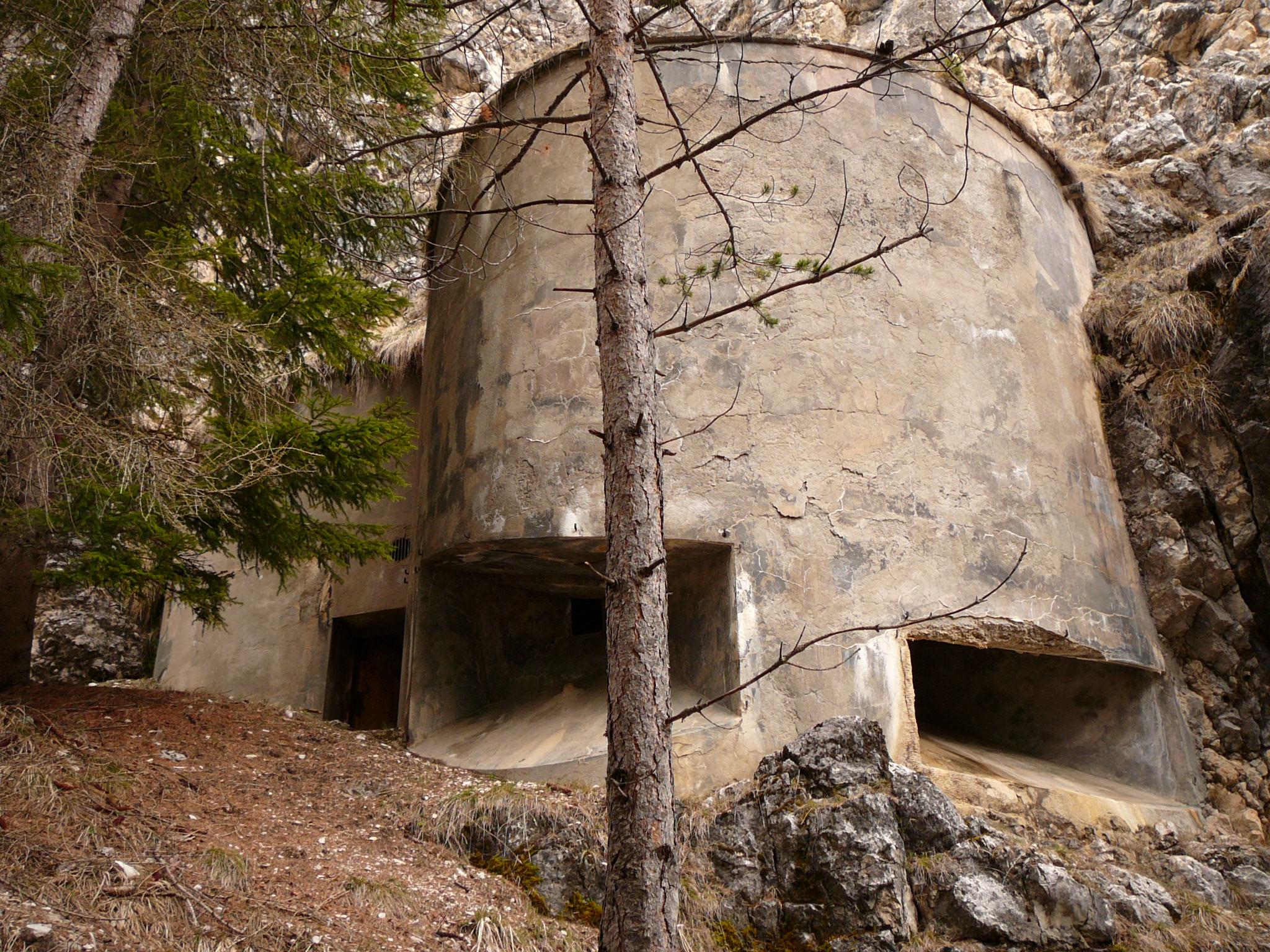
La caponiera d'ingresso dell'opera 4, sbarramento Passo Cimabanche

Il 1º agosto 1943 la 44ª divisione di fanteria marciò dunque attraverso il nord Italia, senza che nessun colpo d'arma da fuoco venisse sparato. I tedeschi arrivarono il 4 agosto 1943 fino a Colle Isarco, Vipiteno, Fortezza, Bressanone e Bolzano, dove le truppe italiane sospettose osservavano scrupolosamente. Iniziò così il gioco del "gatto col topo" lungo la linea del Brennero. Gli italiani riposizionarono in Alto Adige due divisioni alpine, reduci dalla campagna di Russia, la Tridentina e Cuneense, solo il 7 agosto 1943 per occupare i punti chiave degli sbarramenti del Vallo Alpino da Bolzano sud al Brennero. Allo stesso tempo reclamavano la ritirata della 44ª divisione tedesca. La mossa avversaria fu l'ordine di Hitler di occupare le fortificazioni lungo la linea del Brennero, dato che gli interessava mantenere un corridoio libero e scorrevole. Tra il 7 e l'8 agosto 1943 vennero occupate le cime e le postazioni attorno al passo del Brennero dal gruppo tedesco Furbach. Il 9 agosto il Generale Gloria minacciò nuovamente i soldati tedeschi di non avvicinarsi a più di 50 metri dalle fortificazioni altrimenti sarebbe passato ad usare la forza. Il generale Feuerstein chiese anche di conoscere nel dettaglio le posizioni e la descrizione delle opere fortificate italiane, in modo tale che potessero essere utilizzate dai tedeschi per gli alloggiamenti. Fu così che i tedeschi, un po' infastiditi, il 10 agosto 1943 presso il passo di Resia, fronteggiarono le truppe italiane, in pieno assetto di guerra. Le fortificazioni al passo Resia furono occupate dalla scuola d'alta montagna delle SS "Neustift – Novacella" (SS-Hochgebirgsschule), così come la via d'accesso in Pusteria e dal Brennero furono occupate da un battaglione della brigata tedesca Doehla ciascuno.

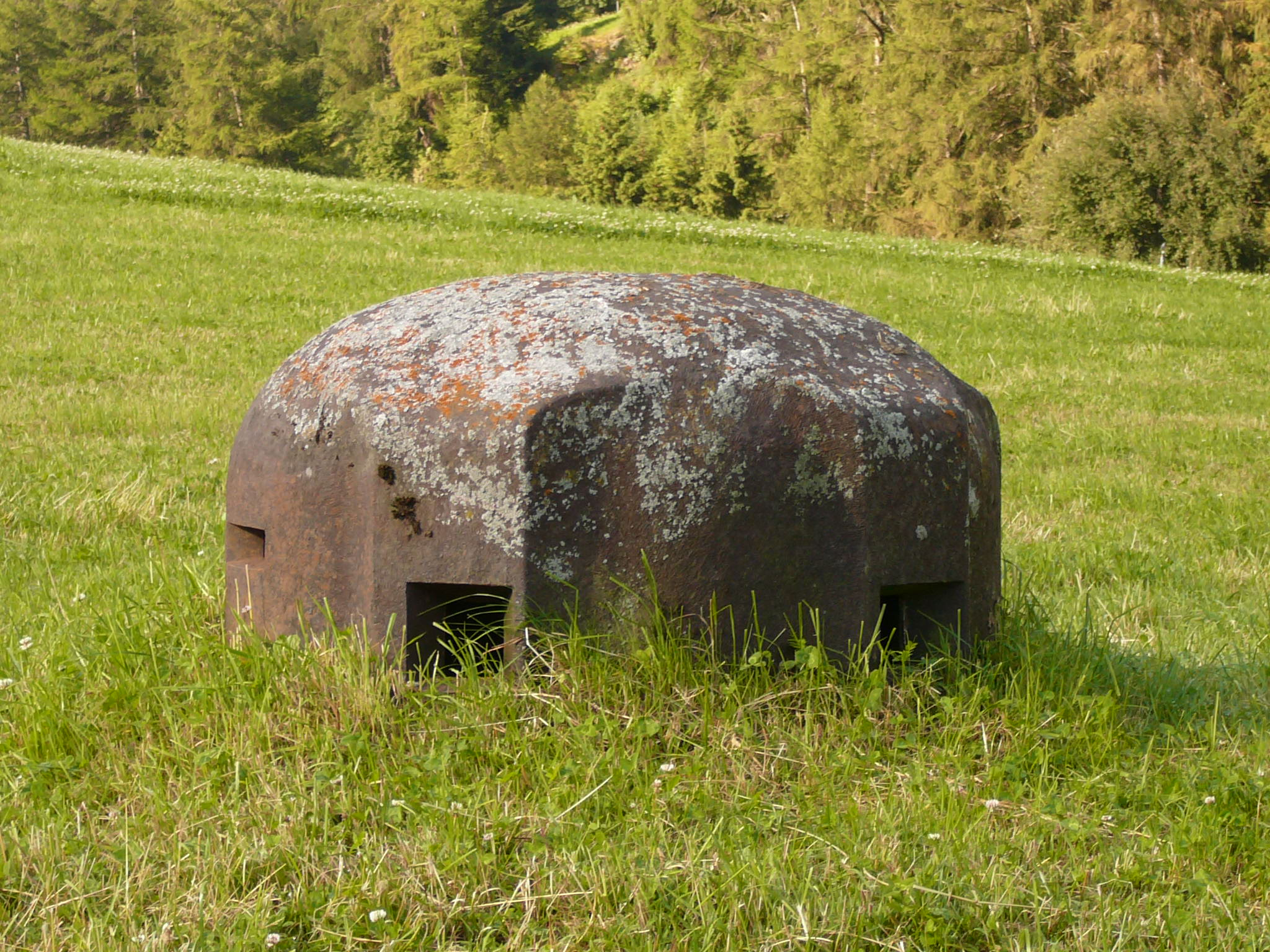
La torretta dell'opera 18 dello sbarramento Passo Resia vista dall'esterno

Anche a Merano vi furono situazioni simili come riferito dal colonnello Giovanni Battista Cucci che comandava il XIII settore di copertura Venosta presso la caserma Leone Bosin; i tedeschi entrarono in città durante la notte del 9 agosto e ne circondarono la caserma rendendo difficile la resistenza. I vari sottosettori erano isolati sia l'uno dall'altro che dal comando, ma si difesero a lungo come ad esempio presso lo sbarramento Pian dei Morti.
I giorni successivi trascorsero tra appostamenti per l'occupazione delle importanti posizioni strategiche e delle fortificazioni. Le truppe applicavano un controllo vicendevole, impedendo ai reparti italiani di minare i ponti, e di operare. Le artiglierie tedesche decisero di puntare le loro batterie contraeree FlaK (poste per fronteggiare un eventuale attacco alleato dal cielo) contro le fortificazioni del Vallo. Ciò nonostante con il trascorrere dei giorni, nonostante la sofferenza per le indecisioni dei propri alti comandi, la situazione sembrava volgere a favore dei soldati italiani.
Nel periodo compreso tra il 3 e il 30 agosto 1943 passarono in totale otto divisioni tedesche - e in mezzo a queste, la divisione corazzata SS "Leibstandarte Adolf Hitler" - che non si limitarono a presidiare il confine, ma iniziarono ad occupare gradualmente buona parte del nord Italia. Il Comando supremo tedesco mise fine così ad un minaccioso rischio: un possibile sbarco alleato in nord Italia. L'Italia era però ancora uno stato sovrano, dove le truppe tedesche erano soltanto tollerate. Il 26 agosto il generale Feuerstein fu sostituito dal generale di fanteria Witthöft.
L'8 settembre 1943 l'Italia capitolò definitivamente, e firmò l'armistizio con gli Alleati. Alle truppe italiane fu ordinato di reagire agli attacchi da qualsiasi provenienza. Allo stesso tempo entrò in funzione sotto il nome Achse ("Asse") il preciso e coordinato piano tedesco preparato per usare le otto divisioni per disarmare le truppe italiane, con le truppe tedesche che già occupavano i punti nevralgici in tutta la penisola.

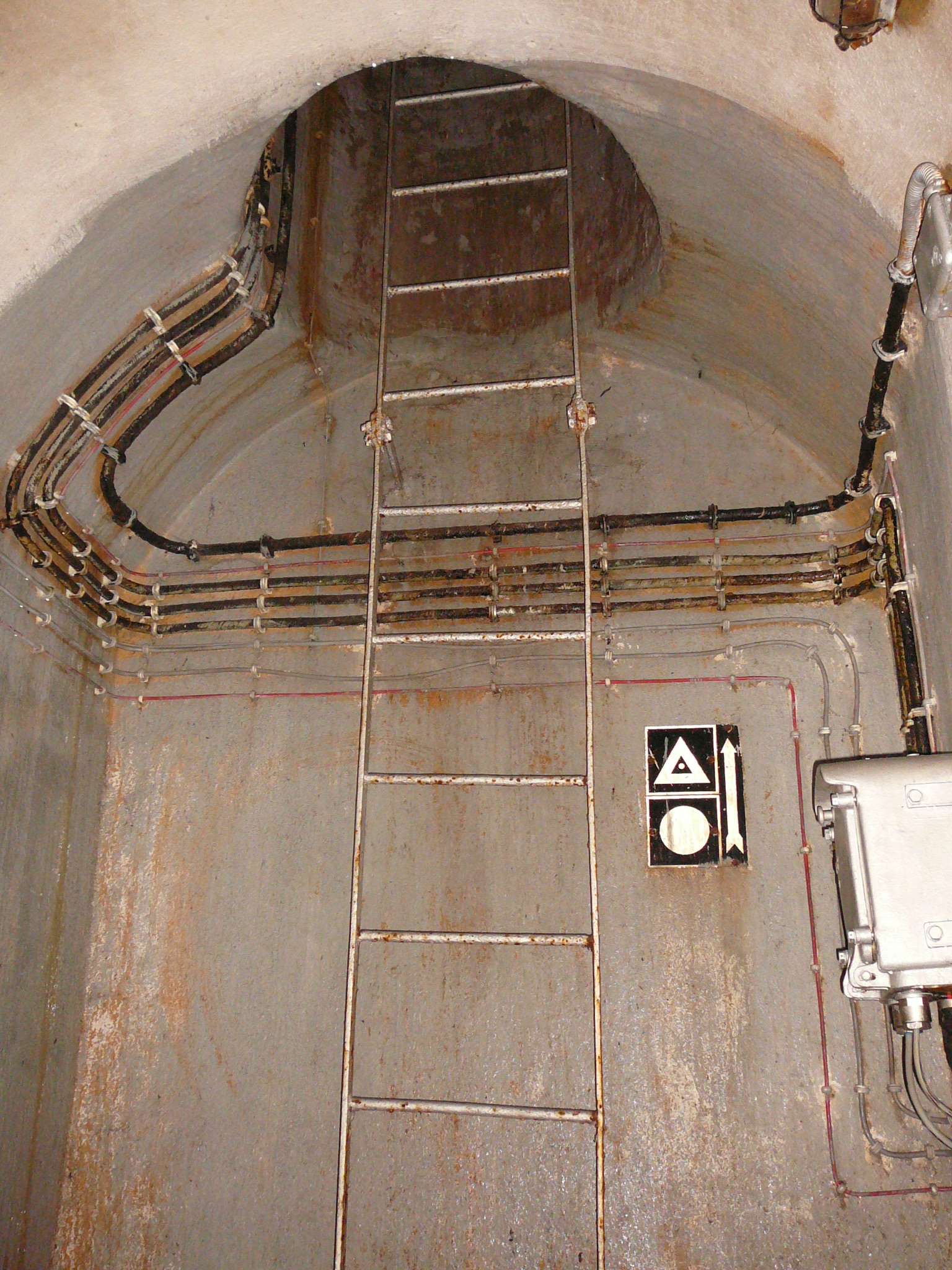
La torretta dell'opera 18, sbarramento Passo Resia, vista dall'interno

Nella notte tra l'8 e il 9, tutte le caserme, depositi e presidi in Alto Adige furono attaccati e presi dai tedeschi, con pochi, ma coraggiosi ed estenuanti tentativi di accanita difesa. Più precisamente alle ore 23 il generale Gloria inviò al generale Witthöft una comunicazione dove gli segnalava che gli italiani avrebbero risposto con le armi ad un eventuale atteggiamento ostile da parte delle truppe tedesche, ma già prima delle 23,30 Colle Isarco e Vipiteno erano state conquistate senza che alcun colpo fosse sparato. Alle 3 di notte la 44ª divisione di fanteria tedesca occupò la città di Bolzano, e poi altre truppe proseguirono in direzione sud, verso Trento e Rovereto. In alcune valli minori, come ad esempio la valle Aurina, le truppe tedesche trovarono che il territorio era già in mano all'organizzazione locale degli optanti, la Arbeitsgemeinschaft der Optanten für Deutschland (ADO), che avevano già sostituito giorni prima i podestà fascisti.
Già il 9 settembre 1943 a Merano e a Bolzano 18.000 italiani furono catturati dalle truppe tedesche; da entrambe le parti ci furono alcune perdite (gli ultimi dati parlano di 30 soldati italiani caduti). In totale la 44ª divisione catturò 18 generali, 1.783 ufficiali e 50.000 uomini tra Trento e il Brennero. La Wehrmacht prese quindi il potere in nord Italia.
Da citare è sicuramente uno dei rari scontri che è avvenuto tra la G.a.F. e l'esercito tedesco in data 9 settembre 1943, quando i soldati italiani della G.a.F. si trovarono a difendersi, con le opere ancora incomplete alcune strutturalmente e altre prive di armamento.
(Heinrich Himmler, Reichsführer-SS - Comandante Generale SS. Agosto 1944)

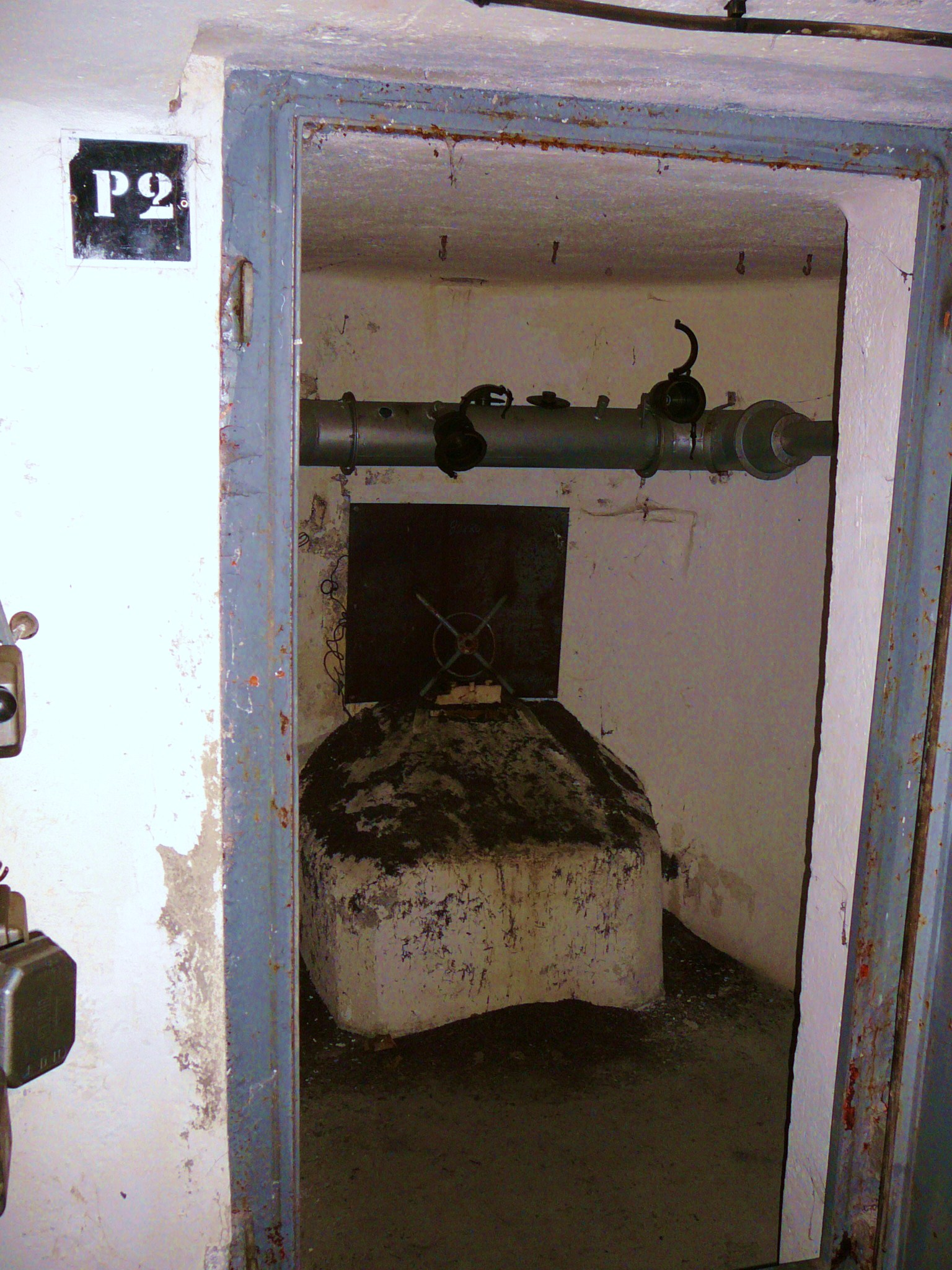
La postazione P dell'opera 4, sbarramento di Tenne-Novale

Con l'occupazione dell'Italia, si costituì il 18 settembre 1943 la Zona d'Operazione delle Prealpi, che assieme ad una irresistibile avanzata degli Alleati in Italia risvegliò nell'autunno del '44 ancora una volta l'interesse tedesco nella fortificazione delle Alpi. In settembre, il generale Marcinkiewicz e il colonnello Nobiling (su ordine di Rommel) vollero adattare il terreno e le fortificazioni del vallo alpino (e le vecchie fortezze italiane e austriache della prima guerra mondiale) a postazioni di difesa. Riuscì soltanto la costruzione di pochi sbarramenti nella valle dell'Adige, presso Ala, e nella creazione di due comandi militari, a Merano e a Bressanone. Una riattivazione del Vallo Alpino non venne mai effettuata, dato che prima Hitler, nel 1943, decise di opporre resistenza nel mezzogiorno della penisola (Campagna d'Italia) e successivamente perché il fronte del sud crollò molto rapidamente, fino alla capitolazione finale, il 3 maggio 1945.
L'Alto Adige venne liberato dalle truppe americane, che arrivarono contemporaneamente sia da nord che da sud. La 103ª divisione di fanteria occupò il 3 maggio 1945, dalla Germania meridionale, Innsbruck. Essa marciò di seguito attraverso il passo del Brennero in direzione sud e si unì con l'88ª divisione di fanteria, proveniente da sud, a Vipiteno il 4 maggio 1945. Le divisioni da montagna 10ª, 85ª e 88ª liberarono così l'intero Alto Adige mettendo fine alla seconda guerra mondiale anche in quella regione.
All'Italia, a seguito del trattato di pace di Parigi del '47, fu imposto di smantellare le fortificazioni permanenti (ad esempio, alcune opere del fronte occidentale vennero demolite nel '48).

### Il dopoguerra
Nonostante l'era atomica avesse sollevato molti dubbi sull'opportunità di mantenere in efficienza le fortificazioni, nel periodo del dopoguerra, soltanto con l'adesione dell'Italia al Patto Atlantico (aprile '49), essa poté tornare a interessarsi delle opere del Vallo, anche perché in Austria erano presenti truppe sovietiche di occupazione.
Dal 1948 fino al 1992, alcune di queste opere furono quindi riutilizzate contro la crescente minaccia rappresentata dal Patto di Varsavia, in quanto il confine con l'Austria era diventato in pratica confine della NATO. La NATO stessa aiutò l'Italia contribuendo economicamente al ripristino di alcune opere.
Le opere di difesa della prima e seconda linea, completate già nel 1948, rientrarono in possesso dei militari italiani, che le ristrutturarono e in alcune parti le modernizzarono. La mancanza di denaro non permetteva una fase di intervento di restauro su tutte le direttrici, così si iniziò dalle prime linee difensive della val Pusteria, apportando modifiche solo a 3-4 opere per sbarramento, e dotandone almeno una di un cannone anticarro.
Per le modifiche apportate si utilizzarono svariate soluzioni tecniche, alcune delle quali apprese dallo studio della linea Hitler e della linea Gotica dell'esercito tedesco. Altre postazioni, ovvero le cosiddette "vasche di cemento armato", furono invece costruite ex-novo utilizzando torrette di carro armato enucleate (ad esempio a questo scopo furono utilizzati carri armati M4 Sherman e M26 Pershing), a volte mascherate con casette di ferro o di legno, o comunque strutture facilmente ed in breve tempo rimovibili. Le opere furono quindi adeguate per poter fronteggiare un nuovo tipo di guerra, che avrebbe anche incluso le armi NBC. Furono quindi necessari portelloni stagni e camere dotate di maschere antigas nelle camere di combattimento.
Per il "nuovo" Vallo Alpino, furono istituiti reparti specifici, i Battaglioni degli Alpini d'Arresto, ai quali veniva affidato il compito di presidiare, provvedere alla manutenzione ed in caso di attacco, difendere i confini. Questi erano gli eredi della G.A.F., i battaglioni "Val Brenta", "Val Cismon", "Val Chiese".
Alla fine degli anni '80, con la decadenza del Patto di Varsavia, le fortificazioni delle linee più arretrate vennero man mano dismesse e quindi demilitarizzate (ad esempio: sbarramento di Braies, sbarramento di Sares, sbarramento di Saletto in val di Vizze e sbarramento di Saltusio).

### La fine del Vallo Alpino

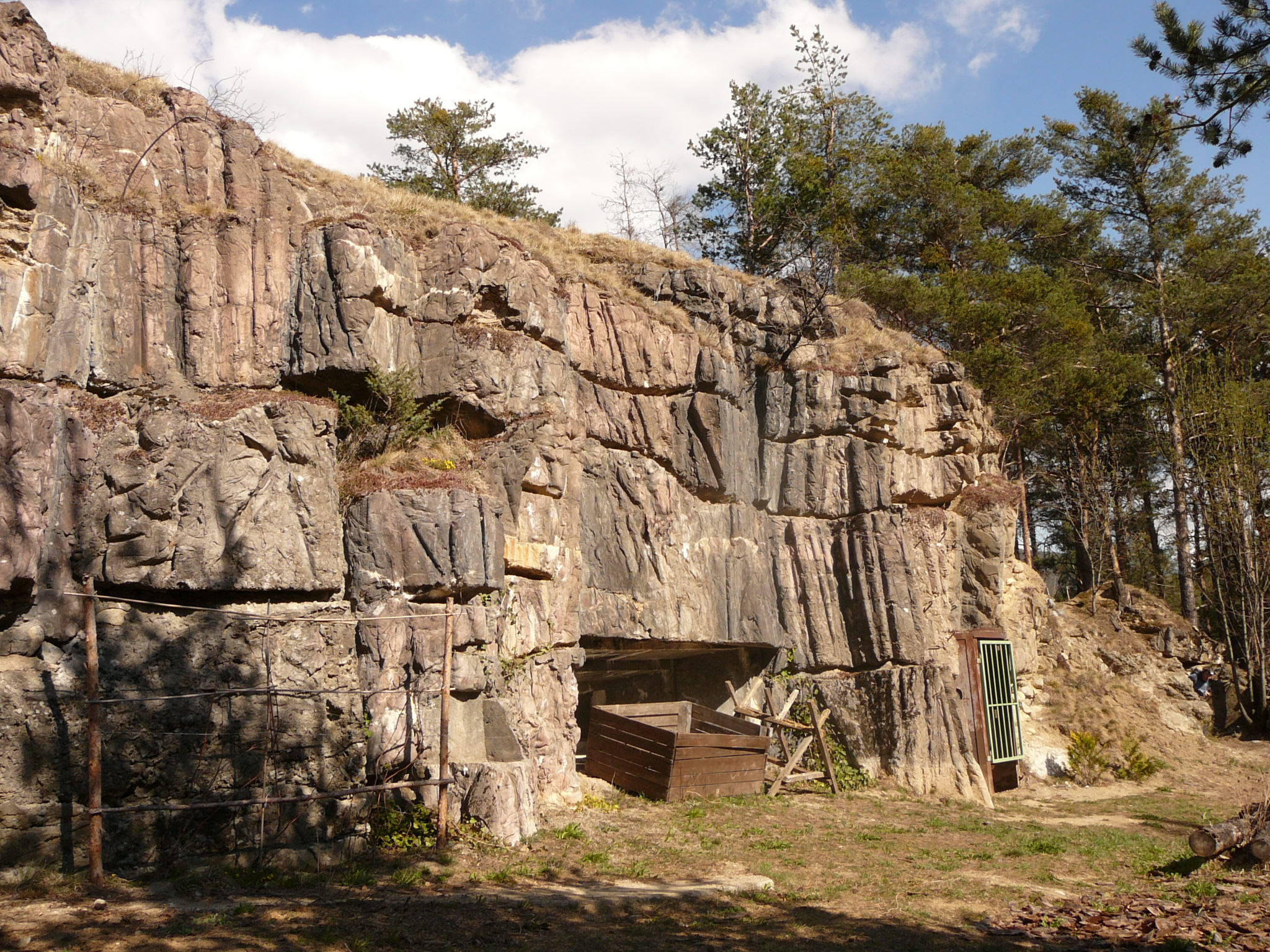
L'opera 38 dello sbarramento Rienza-Rio Valles-Sciaves

L'Arsenale di Napoli, che aveva curato durante tutta la sua esistenza il Vallo e la sua manutenzione, incaricò ditte civili che, coadiuvate dai battaglioni d'Arresto, operarono la demilitarizzazione delle opere degli sbarramenti. Con l'ausilio della fiamma ossidrica, vennero rimossi i pezzi di artiglieria, e vennero sigillate le porte d'accesso alle varie opere fortificate.
Con la fine del 1992, tutte le opere furono definitivamente abbandonate a sé stesse. La loro mimetizzazione negli anni cresce sempre di più, e le rende una testimonianza muta del periodo delle "nazioni murate".
Con il Decreto legislativo 21 dicembre 1998, n. 495, tutte le 351 fortificazioni, le 56 casermette e le relative strade militari sono state trasferite alla proprietà della Provincia di Bolzano nel 1999.

### La situazione al giorno d'oggi
Dato che la maggior parte delle opere non erano state progettate per scopi diversi da quelli militari, e la loro demolizione costerebbe troppo, esse rimarranno ancora per tanto tempo, nel loro stato, nascoste ai più.
Attualmente però la Provincia ha deciso che i vecchi proprietari dei terreni su cui sono stati costruiti i bunker possono riappropriarsi del terreno e quindi dell'opera difensiva, acquistandola dalla provincia, con una clausola contrattuale, che prevede che l'opera acquistata non possa essere venduta a terzi per i primi 5 anni.
Infatti alcune opere vengono oggi utilizzate dai contadini come cantine o depositi, dato che molte di queste opere erano state costruite sui loro campi. Esistono due casi di particolare riutilizzo: il primo è un bunker che viene riutilizzato da Hansi Baumgarten, per la stagionatura del formaggio, presso Rio di Pusteria; il secondo caso riguarda invece l'opera 45 dello sbarramento Bolzano sud; questa si trova nei pressi del Castel Corba (vicino ad Appiano), e viene utilizzata come enoteca, facilmente riconoscibile grazie al moderno tetto verde. Altro caso è di un bunker a Malles convertito in una enoteca.
Altri bunker, oggi di privati o della provincia, sono stati invece trasformati in musei. Ad esempio, al passo del Rombo, una casermetta difensiva dello sbarramento di Moso è stata trasformata in Mooseum. Al passo Palade invece l'unica opera dello sbarramento le Palade (di oltre 25.000 m3) è oggi un museo sugli insediamenti germanofoni in alta val di Non, assieme alle sue lunghe gallerie oggi espositive. Un'altra opera dello sbarramento di Tel è stata acquistata e adattata dall'artista Matthias Schönweger, per poterci esporre le sue opere. Per ultima un'opera dello sbarramento di Saltusio (rinominata BunCor o in tedesco Herzbunker) è invece dedicata ai fuochi del Sacro Cuore di Gesù. Un altro bunker dello sbarramento Malles-Glorenza viene utilizzato per la distillazione del whisky Puni, una distilleria a conduzione famigliare unica nel suo genere in Italia.
La provincia di Bolzano invece si è riservata alcune opere nei diversi sbarramenti per poterle in un futuro sfruttarle come opere-museo. Ad esempio l'opera 3 dello sbarramento di Fortezza è stata restaurata ed inaugurata come opera-museo il 27 marzo 2008, e l'opera 20 dello sbarramento Passo Resia è la seconda opera riaperta come opera-museo, dal luglio 2011.

### La distruzione delle opere

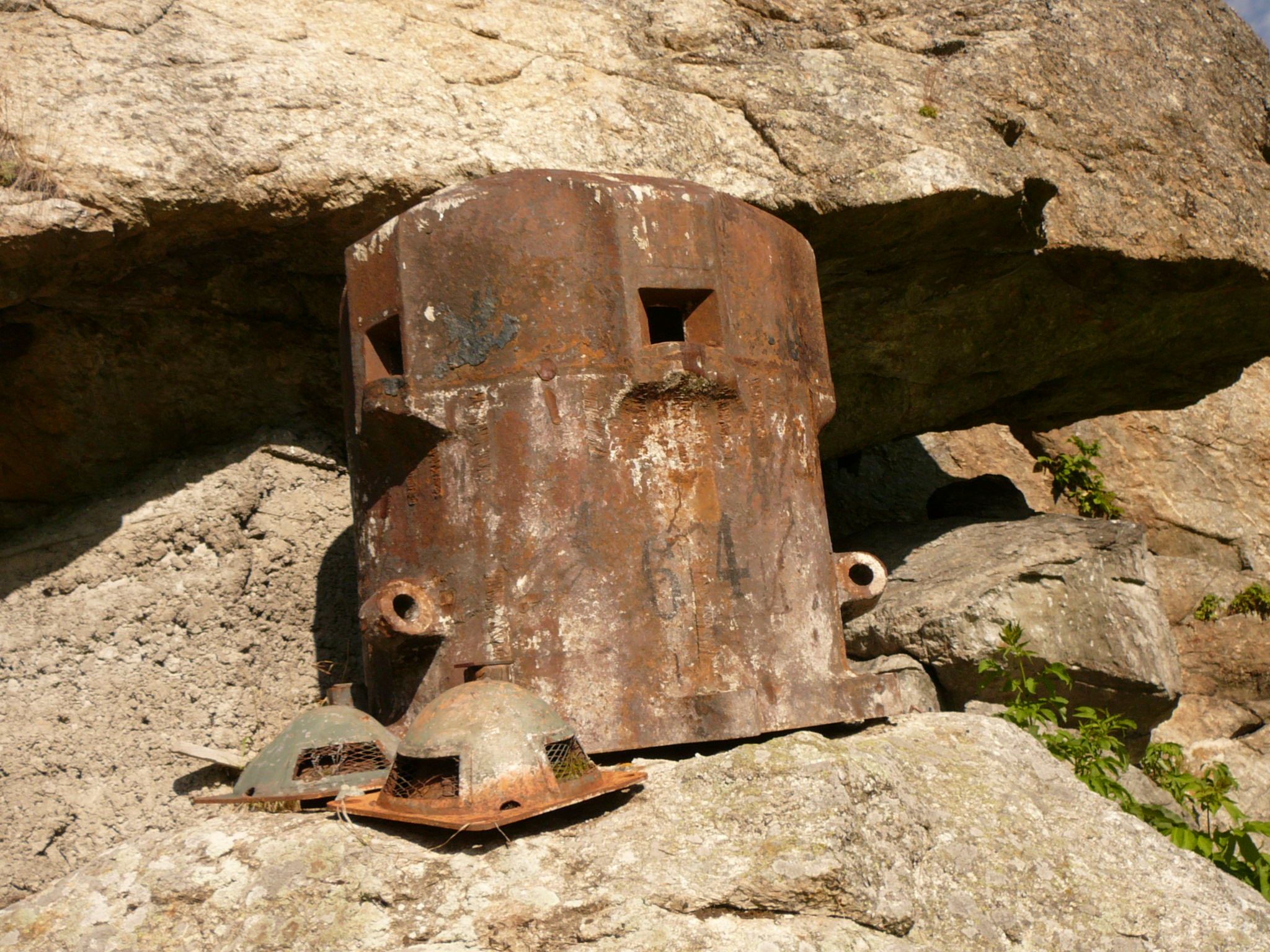
Esempio di distruzione delle opere: qui i resti dell'opera III dello sbarramento Passo Resia

Dal 1992, quando sono state dismesse e quindi chiuse e saldate tutte le opere, è iniziata la loro decadenza. Alcune sono state distrutte, per riutilizzare lo spazio da esse precedentemente occupato; altre, in posizione più defilata, sono rimaste intatte.
Segue l'elenco delle opere oggi non più esistenti, o pesantemente modificate:
- Sbarramento Bolzano sud:
  - Opera 6: abbattuta e sulle sue fondamenta è stato costruito l'inceneritore cimiteriale;
  - Opera 7: abbattuta nel 2021;
  - Opera 10: nel 1995, in quanto si trovava in mezzo a dei fabbricati, e quindi aveva perso il suo scopo primario;
  - Opera 13: al suo posto è stato realizzato un parcheggio per un condominio a San Giacomo di Laives;
  - Opera 15: la parte ancora esistente, è mezza sotterrata da un cavalcavia che attraversa il fiume;
  - Opera 21: distrutta il 27 febbraio 1945, dopo un'esplosione di tritolo;
  - Vicino alle cave nei pressi di San Paolo di Appiano sulla Strada del Vino sono state demolite due opere:
    - Opera 32: nel 2005 è stata completamente rasa al suolo;
    - Opera 30 (?)
- Sbarramento Malles-Glorenza:
  - Opera 6: al posto dell'opera vi è uno spazio attualmente inutilizzato;
- Sbarramento Passo Resia:
  - Opera III: restano soltanto alcuni pezzi smontati: la torretta e alcuni camini. Tutto ciò a causa della costruzione di un tornante di una strada forestale;
- Sbarramento Rienza-Rio Valles-Sciaves:
  - Opera 43: una delle sue feritoie è stata estratta; metà dell'opera è all'interno di una stazione elettrica nei pressi del centro riciclaggio;
  - Opera 37: esplosa, ne rimangono soltanto delle tracce in calcestruzzo.
- Sbarramento passo monte Croce Comelico:
  - Opera 11: a seguito di lavori di ampliamento della pista da sci decisi in concerto tra l'hotel Passo Monte Croce (proprietario della pista insieme ad altri soci) e la direzione del Genio Militare, l'opera è stata definitivamente smantellata nella primavera 2007. Ad oggi non ve n'è più alcuna traccia.[34]
- Sbarramento Versciaco:
  - Opera 22: fatta esplodere il 2 luglio 2014 per far spazio ad un allargamento delle piste da sci e annesso parcheggio.[35]

Da tenere ben sempre presente è il costo economico e di forza lavoro che occorre per demolire un'opera di questo tipo, che presenta muri esterni ed interni spessi da 2 a 4 metri.

## Settori
Il Vallo alpino in Alto Adige è stato suddiviso in tre settori:
- XIII settore di copertura Venosta:
  - Sottosettori: XIII/a Malles Venosta e XIII/b Merano;
  - Distaccamento G.a.F.: Curon Venosta;
  - Artiglieria settoriale: 39º Gruppo (batterie 91, 92, 351 da 75/27, 371 da 100/17);
  - Genio: XIII reparto misto;
  - Mitraglieri: compagnie 547, 548, 549, 550;
  - 13 autosezione speciale tipo normale;
- XIV settore di copertura Isarco:
  - Sottosettori: XIV/a Colle Isarco e XIV/b Vipiteno;
  - Artiglieria Settoriale: 86º Gruppo (batterie 226 da 105/14, 54, 329, 352, 353, 354 da 75/27, 72, 372 da 100/17);
  - Genio: XIV reparto misto;
  - Mitraglieri: compagnie 539, 540, 541, 542;
  - 14 autosezione speciale tipo normale;
- XV settore di copertura Pusteria:
  - Sottosettori: XV/a San Candido XV/b Monguelfo;
  - Artiglieria Settoriale: 87º Gruppo (batterie 55, 84, 99, 355, 359 da 75/27), 102º Gruppo (batterie 228, 229 da 105/14);
  - Genio XV reparto misto;
  - Mitraglieri: compagnie 517, 518, 519, 520 e 618;
  - 15 autosezione speciale tipo normale.

## Sbarramenti
Essi sono poi ulteriormente suddivisi nei seguenti sbarramenti:
| Settore  | Linea | Sbarramento                            | Opere F u | Opere F nu | Opere A u | Opere A nu | Posizione               |
| -------- | ----- | -------------------------------------- | --------- | ---------- | --------- | ---------- | ----------------------- |
| XIII     | 1     | Sbarramento Passo Resia                | 9         | -          | -         | -          | Passo Resia             |
| XIII     | 1     | Sbarramento Pian dei Morti             | 9         | -          | -         | -          | Passo Resia             |
| XIII     | 2     | Sbarramento Malles-Glorenza            | 15        | 5          | -         | 2          | Malles, Glorenza        |
| XIII     | 3     | Sbarramento di Tel                     | 10        | 1          | 2         | -          | Parcines                |
| XIII     | 3     | Sbarramento di Saltusio                | 8         | -          | -         | -          | San Martino in Passiria |
| XIII     | 2     | Sbarramento di Moso                    | 2         | 3          | -         | 1          | Moso in Passiria        |
| XIII     | 3     | Sbarramento le Palade                  | -         | -          | -         | 1          | Passo delle Palade      |
|          |       |                                        |           |            |           |            |                         |
| XIV      | 1     | periferica Brennero                    | 13        | -          | 1         | -          | Passo del Brennero      |
| XIV      | 1     | Sbarramento Brennero                   | 7         | -          | -         | -          | Passo del Brennero      |
| XIV      | 1     | Terme del Brennero                     | 2         | -          | -         | -          | Passo del Brennero      |
| XIV      | 1     | Sbarramento di Saletto                 | 6         | 5          | -         | 1          | val di Vizze            |
| XIV      | 1     | Sbarramento di Tenne-Novale            | 21        | 2          | -         | 1          | Colle Isarco            |
| XIV      | 2     | Sbarramento di Mules                   | 23        | 1          | -         | 4          | Campo di Trens          |
| XIV      | 3     | Sbarramento di Fortezza                | 3         | 2          | -         | -          | Fortezza                |
| XIV      | 3     | Caposaldo Col dei Bovi                 | 2         | 1          | 1         | -          | Aica                    |
| XIV      | 3     | Sbarramento Rienza-Rio Valles-Sciaves  | 29        | 19         | -         | 1          | Bressanone              |
| XIV      | 3     | Sbarramento Chiusa di Rio              | 5         | -          | -         | -          | Rio di Pusteria         |
| XIV      | 3     | Sbarramento Bolzano Sud                | 43        | 17         | -         | 4          | Bolzano                 |
| XIV      | 3     | Sbarramento val d'Ega                  | -         | 5          | -         | -          | Val d'Ega               |
|          |       |                                        |           |            |           |            |                         |
| XV       | 1     | Sbarramento Prato Drava                | 7         | 1          | -         | -          | Prato alla Drava        |
| XV       | 1     | Sbarramento Versciaco                  | 8         | -          | -         | -          | Versciaco               |
| XV       | 1     | Sbarramento Dobbiaco                   | 8         | 1          | -         | 1          | Dobbiaco                |
| XV       | 1     | Landro Nord                            | 5         | 2          | -         | -          | Val di Landro           |
| XV       | 2     | Landro Sud                             | 3         | 4          | -         | -          | Val di Landro           |
| XV       | 1     | Sbarramento Planca di Sopra            | 3         | 1          | -         | -          | Valle di Casies         |
| XV       | 1     | Sbarramento Anterselva Mezzavalle      | 4         | 1          | -         | -          | Valle di Anterselva     |
| XV       | 1     | Sbarramento Lago di Anterselva         | 2         | -          | -         | -          | Lago di Anterselva      |
| XV       | 2     | Sbarramento di Braies                  | 3         | 3          | -         | -          | Braies                  |
| XV       | 2     | Sbarramento Rasun-Valdaora             | 12        | 2          | 3         | -          | Valdaora                |
| XV       | 2     | Sbarramento di Perca                   | 6         | -          | -         | -          | Perca                   |
| XV       | 3     | Sbarramento di Sares                   | 4         | 2          | -         | 2          | Val Badia               |
|          |       |                                        |           |            |           |            |                         |
| XV - XVI | 3     | Sbarramento Passo Tre Croci            | 5         | -          | -         | 1          | Passo Tre Croci         |
| XV - XVI | 1     | Sbarramento Passo Monte Croce Comelico | 12        | -          | 2         | -          | Passo M. C. Comelico    |
| XV - XVI | 3     | Sbarramento Passo Cimabanche           | 6         | -          | -         | -          | Passo Cimabanche        |

Legenda: 
- F = fanteria; A = artiglieria;
- u = ultimata; nu = non ultimata;

Gli ultimi tre sbarramenti facevano parte del XV settore Pusteria; successivamente sono stati spostati al XVI Settore di Copertura Cadore - Carnia.